# Скат Линдберга
Скат Линдберга (лат. Bathyraja lindbergi) — вид хрящевых рыб рода глубоководных скатов семейства Arhynchobatidae отряда скатообразных. Обитают в умеренных водах северо-западной и северо-восточной части Тихого океана. Встречаются на глубине до 2000 м. Их крупные, уплощённые грудные плавники образуют округлый диск со треугольным рылом. Максимальная зарегистрированная длина 102 см. Откладывают яйца. Не представляют интереса для коммерческого промысла.

## Таксономия
Впервые вид был научно описан в 1977 году. Вид назван в честь выдающегося советского ихтиолога и зоогеографа Георгия Устиновича Линдберга. Голотип представляет собой взрослого самца с диском шириной 55,1 см, пойманного в Беринговом море (57°47′ с. ш. 173°47′ з. д.) на глубине 570 м. Паратипы: взрослые самки с диском шириной 49,3—53,2 см, взрослые самцы с диском шириной 49,1—60,7 см и неполовозрелый самец с диском шириной 47,7 см, пойманные там же на глубине 160—500 м.

## Ареал
Эти скаты обитают в умеренных водах северо-западной части Тихого океана в водах Охотского и Берингова моря. Встречаются на материковом склоне на глубине от 123 до 2000 м, чаще в пределах 400—1000 м, наибольшая плотность наблюдается на глубине от 800 до 1000 м.

## Описание
Широкие и плоские грудные плавники этих скатов образуют ромбический диск с широким треугольным рылом и закруглёнными краями.  На вентральной стороне диска расположены 5 жаберных щелей, ноздри и рот. На хвосте имеются латеральные складки. У этих скатов 2 редуцированных спинных плавника и редуцированный хвостовой плавник. Количество позвонков 113—117. Окраска дорсальной поверхности диска тёмного серо-коричневого цвета. От прочих глубоководных скатов этот вид отличается беловато-коричневой окраской вентральной стороны диска. Лопаточные колючки отсутствуют. Вдоль диска от лопаточной области до первого спинного плавника пролегает прерывистый срединный ряд шипов. Максимальная зарегистрированная длина 60,7 см.    

## Биология
Эмбрионы питаются исключительно желтком. Эти скаты откладывают яйца, заключённые в роговую капсулу с твёрдыми «рожками» на концах. Максимальная продолжительность жизни оценивается в 35 лет. Уровень естественной смертности по оценкам составляет 0,07—0,14, а ежегодный прирост популяции 1,11. По сравнению с прочими глубоководными скатами, обитающими в данном ареале уровень смертности у данного вида примерно одинаков, а ежегодный прирост низкий.   

## Взаимодействие с человеком
Эти скаты не являются объектом целевого лова. В качестве прилова попадаются при промысле с помощью ярусов. Международный союз охраны природы  присвоил этому виду охранный статус «Вызывающий наименьшие опасения».